# Francisco Vidal Franco
Francisco Vidal Franco Cisneros (nacido el 25 de agosto de 1987 en Autlán, Jalisco) es un defensa del fútbol mexicano. Actualmente está desempleado
Fue uno de los muchos jugadores jóvenes desarraigados de Toluca a la segunda escuadra el Atlético Mexiquense por el entonces entrenador Américo Gallego. Hizo su debut profesional con el Toluca en la temporada de Clausura 2007.